# Пјетро Градениго
Пјетро Градениго (1250/1251, Венеција - 13. август 1311, Венеција) је био млетачки дужд 1289. до 1311. године и један од најпознатијих дуждева, поред тога био је јако битан за историју Млетачке републике. Пре дуждевања је био градоначелник Копра. За позицију дужда се борио са намесником Истре, Ђакопом Тијеполоом, чланом Народне странке и победио је.
Постао је дужд са 38 година. Увео је разне реформе у Млетачкој републици, тако да је за време његовог дуждевања сва власт прешла у руке патрицијата. Усретсређивање све власти у рукама патрициске олигархије било је крунисано реформом из 1297 г, такозваним затварањем Великог већа. Та се реформа састојала у томе што је право учествовања у том главном законодавном органу у Млецима било подељено само највећим трговачким породицама. Ђакопо Тијеполо је изазивао нереде у Венецији 6. марта 1296 и фебруара 1297. године.
Пјетро је владао чврстом руком и тиме је успео открити заверу Марина Боконија 1300. године и Бајмонтеа Тијеполоа 1310. године. Посебно је опаснија била ова друга. Тада је учињен покушај да се збаци олигархија. Учинили су га они трговачки елементи који су били уклоњени од учествовања у Великом већу. Та је завера довела до низа даљих измена у управном систему Млетака.
Међу њима је било најважније стварање Већа десеторице. То је веће бирано на годину дана без права поновног избора за идућу годину. Већу десеторице био је поверен тајни надзор над свим органима управе, почевши од дужда и Великог већа. Тајни надзор задирао је у читав живот сваког грађанина у Млецима. Систем достава постао је јако раширен. Веће десеторице тајно је проверавало све те доставе и доносило одлуке. Обрачунавање са осуђенима такође се вршило тајно. Човеку који би постао подозрив Већу десеторице претила је или смрт од каме најмљеног убице или нестајање у страшним млетачким »оловним тамницама«; оне су добиле свој назив по оловним крововима који би се лети усијавали и причињавали неиздржљиве муке затвореницима. Обично су сужњи брзо умирали у тим тамницама.
Пјетро је ратовао против Падове због рудника соли (1304—1306) и био је суочен са побунама на Кандији и у Задру, које је успешно гушио. Такође је покушао освојити Ферару и тако преузети трговину на реци По, али је морао да одустане због екскомуникације папе Климента V.
Умро је 13. августа 1311. године неколико месеци пред крај рата са Фераром (15. јун), али није успео уклонити екскомуникацију, због чега је био изузетно непопуларан. Сахрањен је без почасти у цркви Светог Мурана Кипријана. На гробу је написан текст који показује карактер дужда:
Надозрео и чврст, одан и љубазан према пријатељима, а орема непријатељима немилосрдан.
Током његове владавине Млетачка република је владала:
- Округом Венецијом,
- Задром у Далмацији,
- Модоном на Мореји,
- Короном на Мореји,
- Критом у Егејском мору,
- Евбејом у Егејском мору,
- Кикладима у Егејском мору,
- Спорадима у Егејском мору,
- Јонским острвима у Егејском мору.

## Порекло и личност
Пјетро познат и као Пјерацо или Перацо рођен је у Венецији Крајем 1250. или 1251. године, као син Марка ди Бартоломеа, док му је име мајке непознато, али је била из породице Кверини, док се зна да му је брат био Марино, отац будућег дужда Ђованија, али се не зна да ли је Пјетро имао сестре. Ништа се не зна о његовом времену пре дуждевања, але је вероватно да је са 14 или 15 година био морнар или војник. Тада је Пјетро постао врло амбициозан.
Анонимни аутор историје Млетачке републике га је описао овако:
Био је човек племенитог порекла, добар, мудар, леп, пријатан, храбар, обазрив […]
Хроника Данијела Барбароа га описује овако:
Тај човек је био лукав и сплеткарио је своје непријатеље и тако односио победе, био је велики мецена уметности, био је опрезан и никоме није потпуно веровао, био је изузетно немилосрдан према својим непријатељима и њихов прогонитељ, био је суров и волео је борбу.

## Каријера
По причањима Историје Венеције, Пјетро је командовао млетачком војском у рату са Болоњом (1272—1273), а потом учествовао у дипломатској мисији Ђакопоа Дандолоа, Ђованија Тијеполоа, Жерардоа Морозинија, Дона Ђованија, Ђованија и Рафаела Бетонија Канала, упућениј Болоњи 1274. године да преговара о миру. Као кандидат за место дужда јавио се, у Великом Савету, 1269, 1270. и 1276. године. Године 1279. послат је на Истру , заједно са Томазоом Кверинијем и Руђером Морозинијем, са задатком да ту прошири млетачки посед, ојача тамошњу млетачку власт и угуши сваку побуну. По извештајима дужда-хроничара Андрее Дандолоа, али и по извештајима Марина Санутоа, Историје Венеције и писама које је тадашњи дужд слао, они су у свом задатку успели. Тамо је Пјетро постао градоначелник Копра, али није дуго остао на тој функцији, јер је морао да се враћа у Венецију, где му је поверен град Каорле, мањи град у Републици, али важан за трговину соли на реци Ливензи у западном Фријаулу. Потом је поново отишао на Истру, али се брзо вратио да би био изабран за члана Минорског савета 1285. године, али је са те дужности сишао 1286. године да би се убрзо поново вратио на ту дужност (1288—1289). За све ово време Пјетро се налазио на Копру, где је вршио дужност градоначелника.

## Долазак на место дужда
2. новембра 1289. године умро је дужд Ђовани Дандоло. Сутрадан према статутима и налозима Венеције власт су привремено преузели: Савет Минор и Врховни суд четрдесеторице. Дух млетачких државника је тих дана чинило се да је био посебно узнемирен; економске тешкоће, због расипништва претходног дужда, су оптеретиле оскудна средства простог народа, посебно оних скромних занатлија и ситних трговаца, који су памтили са жаљењем времена дужда Ђакома Контарнија и Лоренца Тијеполоа. Радничка класа је протестовала.
У многим круговима народ је хтео да нови дужд постане Ђаком Тијеполо, син дужда Лоренца, такође пркосивши управним органима Републике. 22. новембра када се још чекало на избор новог дужда избили су озбиљни немири због дужине изборне процедуре, али за дужда је био изабран Пјетро Градениго. Каролдо у својој Историји Венеције овако говори о том догађају:
Тијеполо је био веома мудар, изузетно добар, није бежао пред непријатељем ма колико јачи он био, неслога која је уследила изазвала је атентант на Пјетра у Тијеполовој вили Марошоу, у којој је Тијеполо често боравио.
Љубазни, конзервативни и брутални Ђаком је, због подршке радничке класе, постао превише моћан да би га Пјетро могао победити и постати дужд. Овај грађански рат је био подгрејан страховитим борбама између Гибелина и Гвелфа; Пјетро је био на страни гвелфа, а Ђаком на страни гибелина. Да би неко постао дужд требало би имати подршку најутицајнијих породица, а Пјетро ју је имао. За Млетачку републику је било добро што је народ схватио да мора престати грађански рат да би сачували своју Републику.
Сукоб се завршио 25. новембра, када се савет журно повуче из Копра, да не би било нових немира. Тада нови дужд постаде Пјетро Градениго. Он је 3. децембра свечано ушао у град, али не са радошћу свих и без већег аплауза народа.

## Дуждевање
Пјетрово дуждевање је било успешно, без већих ратова, барем у спољној политици.

### Спољашња политика
Ипак је поново дошло до сукоба са Ђеновом, због тога што су Ђеновани управљали црноморском трговином.
С порастом Ђеновљанске моћи расло је, међутим, и старо супарништво између Млетачке и Ђеновљанске републике; године 1296. избио је рат између њих у који је убрзо било увучено и Византијско царство.
Будући да је византијски цар Ђеновљанима из Галате пружио заклон унутар царских зидина главног града, Млечани су прибегли репресалијама у оним предграђима Цариграда која су се налазила изван градских зидина, на шта су Ромеји одговорили репресалијама над Млечанима, који су боравили унутар Цариграда. Млетачко-ђеновљански рат претворио се у рат између Млечана и Ромеја. Ђеновљани су се, наиме, 1299. године повукли из рата, после победе код Корчуле 7. септембра коју им је донео Ламба Дорија и склопили са Пјетром, а уз посредовање Марка Висконтија, владара Милана, "вечни мир", хладнокрвно оставивши своје савезнике на цедилу.
Будући да није поседовао флоту, цар Андроник се нашао у крајње тешком положају и колико год се Царство због престижа опирало захтевима Пјеровим на надокнаду штете, напослетку је, угрожено млетачким бродовима на Златном рогу, било присиљено покорити се надмоћноме противнику и чак платити Млечанима одштету. За Млечане срећан рат завршио се 1302. године склапањем примирја на десет година. Тако су Млечанима потврђене старе трговачке повластице и додељен им је низ нових колонија на архипелагу. Ђеновљани су пак ратно искуство узели за повод да опашу Галату дебелим бедемима и тако је крај византијске престолнице настала снажна Ђеновљанска тврђава.
Док је Пјетро, врховни господар мале републике под Срђем, почео огорчен рат са Ђеновом, савезницом Византије, да помогне свом тасту, византијском цару, српски краљ је употребио оштре мере против Дубровника, коме раније беше признао сва права и повластице дотле уживане. Он је 1301. год. дао по Србији позатварати дубровачке трговце, а Дубровчани на то заузеше Мљет и блокираше ушће Бојане. Дубровачки трговци из Брскова тужили су се 8. маја 1302. својима на мору, како се, "у овој земљи зло чини". Пјетровим заузимањем дошло је 14. септембра 1302. год. до мира, по ком краљ поново "створи милост граду Дубровнику".
Године 1304. избио је рат са Падовом због рудника соли, а 1309. године са са Аквилејским надбискупом, а 1310. године побунули су се поново Задрани, али најгора од свега била је папина екскомуникација дужда, због његове опсаде Фераре (1308—1313). Амбициозна Пјтрова политика га је одаљила од Минорског савета и Врховног суда четрдесеторице, а када би наступили порази избијале би свађе са тим управним органима Републике. Такве свађе избијале су 16. октобра 1308. и 27. марта 1309. године, тада се тражио повратак Великог већа и тада би опадала финасијска моћ Републике.
Пјетро је 1308. године ушао у савез против Византије, пошто није могао одолети том искушењу, да врати изгубљене територије, али је 1309./1310. године екскомунициран и излучен из сарадње с њим и то наравно на папину штету, јер се покрет распао.

### Реформе и последице
Увео је разне реформе у Млетачкој републици, тако да је за време његовог дуждевања сва власт прешла у руке патрицијата. Усретсређивање све власти у рукама патрициске олигархије било је крунисано реформом 12. маја 1297 г, такозваним затварањем Великог већа. Та се реформа састојала у томе што је право учествовања у том главном законодавном органу у Млецима било подељено само највећим трговачким породицама, због чега су га они подржавали.
Ђакопо Тијеполо је изазивао нереде у Венецији и пре тог закона, 6. марта 1296. и фебруара 1296. године. Данијел Барбаро говори да су после реформе избили вишемесечни нереди у Венецији. Иза тога су 1304. године избили нереди у Венецији, који су за циљ имали да у Републику врате социлајизам.
Пјетро је владао чврстом руком и тиме је успео открити заверу Марина Боконија 1300. године и Бајмонтеа Тијеполоа 1310. године. Посебно је опаснија била ова друга.
Прва зевера није била много опасна јер је била спремљена на брзу руку и тако је била брзо уништена, а дужд је љуто казнио све који су му се били замерили. Потом се Пјетро коначно утврдио на том положају и опао је број присталица за повратак Великог већа.
После катастрофалног пораза у опсади Фераре, дуждеви непријатељи су дигли главу. Сада се побуњеним Тијеполовима: Марку, Ђакоповом сину, и Бајмонтеу, Ђакоповом унуку, придружио и део аристократије, Врховни суд четрдесеторице и гвелфи, тј. сви они трговачки елементи који су били уклоњени од учествовања у Великом већу. Непријатељи сада нису хтели да обнове Велико веће него и да свргну дужда и олигархију. Да би Минорски савет добио као савезниа он у њега доводи свог пријатеља Микелеа Ђустинијанија.
У ноћи између 14. и 15. јуна 1310. године две групе наоружаних људи, на челу са Марком и Бајмонтеом су упали на трг Светог Марка изазивајући устанак против дужда. Ипак, било је неслагања међу побуњеницима који су чекали у заседи, па је дужд, кад је схватио шта се спрема, окупио своје присталице. Марко би убијен, а Бајмонте се повукао да га не би задесила очева судбина.
Потом дужд хапшење свих присталица Великог већа, па је неке осудио на смрт, а неке протерао. Ове пресуде су трајале дуго. Породица Тијеполо је сада из страха од покоља прешла на дуждеву страну и постала једна од њему најоданијих и више се никад није усудила да покуша повратити Велико веће или се побунити против дужда. Дужд је тако коначно отклонио све своје непријатеље и узурпаторе, ипак остала је мала група породица које су се залагале за повратак Великог већа. Овом дуждевом победом окончане су кризне године у Млетачкој републици, ипак је постојала могућност да се породица Тијеполо опет побуни.
Та је завера довела до низа даљих измена у управном систему Млетака. Међу њима је било најважније стварање Већа десеторице. То је веће бирано на годину дана без права поновног избора за идућу годину. Већу десеторице био је поверен тајни надзор над свим органима управе, почевши од дужда и Великог већа. Тајни надзор задирао је у читав живот сваког грађанина у Млецима. Систем достава постао је јако раширен. Веће десеторице тајно је проверавало све те доставе и доносило одлуке. Обрачунавање са осуђенима такође се вршило тајно. Човеку који би постао подозрив Већу десеторице претила је или смрт од каме најмљеног убице или нестајање у страшним млетачким »оловним тамницама«; оне су добиле свој назив по оловним крововима који би се лети усијавали и причињавали неиздржљиве муке затвореницима. Обично су сужњи брзо умирали у тим тамницама.

## Смрт, сахрана и последице
Пјетро није стигао да ужива у победи, ослањајући се на гибелине, јер је умро 13. августа 1311. године у Венецији од неке опаке болести, а са нешто више од шездесет година. Могуће је и да је отрован, а и да је умро од старости.
Сахрањен је без почасти, готово тајно, у цркви Светог Муарана Кипријана, јер је још увек био омрзнут, али имало је и оних што су оплакивали дужда.
После дуждеве смрти су се наставиле кризе око наследства и за дужда је био изабран Стефано Ђустинијани, али он је одбио ту позицију и постао бенедиктанац. Дана 23. августа за дужда је био изабран Марино Зорзи, патриције познат према моралу, доброти и политичким заслугама.

## Брак и деца
Пјетро је био ожењен Томасином Морозини, кћерком Ђованија, а унуком Томасине, супруге претендента за угарски престо Стефана Постума. Томасина му је родила неколико деце, петоро синова и петоро кћерки, али нажалост сво то потомство је помрло пре њега, док су само преживели Марко и Николо.
Његови синови су били:
- Бертуки,
- Ђакопо (Јакопо или Ђаком),
- Паул,
- Марко,
- Николо.

Пјетрове кћерке су биле:
- Белуца,
- Бериола,
- Енголдиса,
- Катарина,
- Изабета (такође позната као Ана).

Пјетро је своју децу довео на високе положаје у Републици. Николо, познат и као Николето, је био амбасадор у Тревизу до 1314. године, када се, заједно са Енрикеом Долфином, вратио у Венецију. Марко је био владар Падове (1319—1320). Бертуки је био члан савета умољених. Док су остали Пјетрови синови умрли још као деца.
Што се тиче Пјетрови кћерки, Катарина је била монахиња, а њена сестра Изабета супруга Ђакома од Караре од 1310. године, када је склопљен мир са Фераром.
Пјетро се женио и други пут, са Агнес Зантани, када је био у дубокој старости, али са њом није имао деце.